# Calamaria lovii
Calamaria lovii е вид змия от семейство Смокообразни (Colubridae). Видът не е застрашен от изчезване.

## Разпространение и местообитание
Разпространен е в Бруней, Виетнам, Индонезия (Калимантан и Ява) и Малайзия (Сабах и Саравак).
Обитава гористи местности, хълмове и градини.

## Описание
Популацията на вида е намаляваща.